# Polwica (województwo dolnośląskie)
Polwica – wieś w Polsce położona w województwie dolnośląskim, w powiecie oławskim, w gminie Domaniów.

## Podział administracyjny
W latach 1945–1954 siedziba gminy Polwica. W latach 1975–1998 miejscowość położona była w województwie wrocławskim.